# لوتر ام بارنبرگه (زامتگمایند)
لوتر ام بارنبرگه (زامتگمایند) (به آلمانی: Samtgemeinde Lutter am Barenberge) یک منطقهٔ مسکونی در آلمان است که در گوسلار واقع شده‌است. لوتر ام بارنبرگه ۴٬۴۵۶ نفر جمعیت دارد.